# Конобрий, Евгений Олегович
Евге́ний Оле́гович Коно́брий (род. 17 августа 1985, Магнитогорск, Челябинская область) — российский хоккеист, вратарь. Хоккейный агент.

## Карьера
Воспитанник магнитогорского «Металлурга». Начал карьеру в 17-летнем возрасте в Первой лиге в сезоне 2002/2003 в составе фарм-клуба «Металлурга». Евгению не удалось закрепиться в дубле родного клуба — в сезонах 2002/2003 и 2004/2005 он не использовался, а в сезоне 2003/2004 провел за клуб лишь 18 игр, и зимой 2005 года Конобрий перешёл в другой клуб первой лиги — казахстанский «Горняк». В «Горняке» стал основным вратарём, хорошо провел два сезона и вскоре им заинтересовались клубы Высшей лиги. Летом 2006 года подписал контракт с лениногорским «Нефтяником» и дебютировал в высшей лиге. Был основным вратарем клуба, однако руководство зимой 2007 года решило отдать Конобрия в аренду клубу первой лиги — новочебоксарскому «Соколу». В «Соколе» не прижился и вернулся в Лениногорск. Летом 2007 года перешёл в другой клуб высшей лиги — пензенский «Дизель», где вновь занял позицию основного голкипера. Летом перешёл в московский «Спартак». Дебютировал 3 сентября в матче против «Атланта». Несмотря на то, что Конобрий пропустил 5 шайб, главному тренеру «Спартака» Милошу Ржиге понравилась его игра. Сильная сторона игры Конобрия — буллиты, в основном Ржига использовал Конобрия на отражении послематчевых бросков. 1 октября 2009 года был признан лучшим игроком матча «Спартак» — «Авангард» и получил приз от футболистов «Спартака» — вратаря Сослана Джанаева и нападающего Веллитона. 27 января, в матче с тем же «Авангардом» сыграл очень надёжно. В сезоне 2010-2011 был намерен серьёзно биться за место основного вратаря с Домиником Гашеком. 15 сентября Ржига пообещал, что в сезоне будут играть и Конобрий, и третий вратарь клуба Алексей Яхин. 7 октября 2010 года вышел в основном составе на матч с «Динамо» и пропустил 4 шайбы, после чего его сменил Алексей Яхин. Всего за основной состав «Спартака» в КХЛ сыграл 48 игр и пропустил 114 шайб.
13 ноября 2010 года был командирован в «Крылья Советов». 23 декабря подписал соглашение до конца сезона с тольяттинской «Ладой».
В конце октября 2011 года снова вернулся в состав тольяттинской «Лады». В сезоне 2012/13 играл в красноярском «Соколе», в конце сезона перешёл в клуб из Краснодара «Кубань». 20 октября 2013 года по соглашению сторон контракт с «Титаном» был расторгнут.
В середине сезона 2015—2016, будучи вратарём «Южного Урала», фарм клуба «Металлург» — Магнитогорск, стал третьим вратарём Магнитки. В апреле 2016, вместе с ХК «Металлург» стал чемпионом России и обладателем Кубка Гагарина.

## Достижения

### Командные
Казахстан
| Год        | Команда       | Достижение                                 | Достижение |
| ---------- | ------------- | ------------------------------------------ | ---------- |
| 2005, 2006 | Горняк Рудный | Бронзовый призёр чемпионата Казахстана (2) |            |